# Haundorf (Schnelldorf)

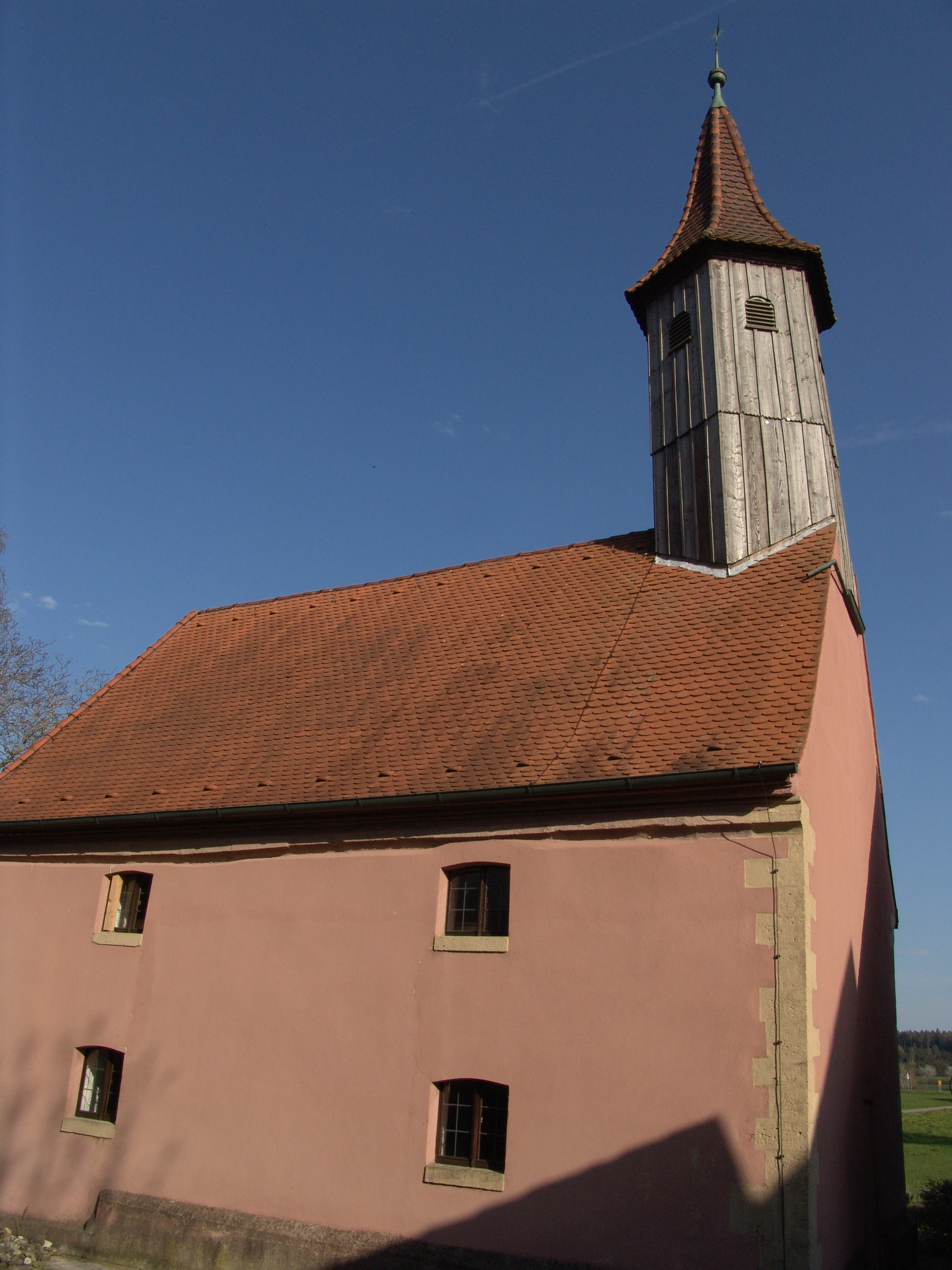
St. Wolfgang

Haundorf ist ein Gemeindeteil der Gemeinde Schnelldorf im Landkreis Ansbach (Mittelfranken, Bayern). Zum Gemeindeteil zählt die Einöde Wiesenhof. Die Gemarkung Haundorf hat eine Fläche von 7,290 km². Sie ist in 587 Flurstücke aufgeteilt, die eine durchschnittliche Fläche vo 12.419,23 m² haben. In ihr liegen neben dem namensgebenden Ort die Gemeindeteile Altersberg, Gumpenweiler, Holdermühle und Ransbach an der Holzecke.

## Geografie
Das Kirchdorf liegt am Rotbach, einem rechten Zufluss der Ampfrach. Im Süden grenzt das Haundorfer Holz an, 1 km östlich erhebt sich der Mühlberg (511 m ü. NHN). Die Kreisstraße AN 38 führt nach Unterampfrach zur Staatsstraße 2222 (1,8 km nördlich). Außerdem führt diese 1,1 km westlich zur Staatsstraße 1066 bzw. 1,1 km östlich an der Holdermühle vorbei zur St 1066. Eine Gemeindeverbindungsstraße führt nach Gumpenweiler (2 km südwestlich).

## Geschichte
Haundorf lag im Fraischbezirk des ansbachischen Oberamtes Feuchtwangen. Ursprünglich hatten die Herren von Heßberg dort einen Sitz. Das Rittergut gelangte später an die Herren von Seinsheim, die es 1597 an das Fürstentum Ansbach veräußerten. Im Jahre 1732 bestand der Ort aus 31 Anwesen mit 32 Mannschaften. Die Dorf- und Gemeindeherrschaft hatte das Vogtamt Ampfrach. Grundherren waren das
- Vogtamt Ampfrach: 1 Tafernwirtschaft, 1 Hof, 1 Hof mit doppelter Mannschaft, 2 Anwesen mit Backrecht, 1 Schmiede, 13 Anwesen, 1 Söldenhäuslein mit Backrecht, 1 Söldenhaus mit Ziegelhütte, 3 Söldenhäuslein;
- Kastenamt Feuchtwangen: 3 Häuslein;
- Spital der Reichsstadt Dinkelsbühl: 2 Höfe, 1 Halbhof, 1 Gütlein.

Außerdem gab es noch 1 Kapelle (evangelisch, zur Pfarrei Unterampfrach), 1 ödes Schloss und 1 Hirtenhaus. Gegen Ende des Alten Reiches gab es nur noch 15 feuchtwangische und 4 dinkelsbühlische Anwesen. Von 1797 bis 1808 unterstand der Ort dem Justiz- und Kammeramt Feuchtwangen.
1806 kam Haundorf an das Königreich Bayern. Mit dem Gemeindeedikt (frühes 19. Jahrhundert) wurde Haundorf dem Steuerdistrikt Unterampfrach zugeordnet. Wenig später entstand die Ruralgemeinde Haundorf mit den Orten Altersberg, Gumpenweiler, Holdermühle und Ransbach an der Holzecke. Sie war in Verwaltung und Gerichtsbarkeit dem Landgericht Feuchtwangen und in der Finanzverwaltung dem Rentamt Feuchtwangen zugeordnet (1919 in Finanzamt Feuchtwangen umbenannt). Ab 1862 gehörte Haundorf zum Bezirksamt Feuchtwangen (1939 in Landkreis Feuchtwangen umbenannt) und von 1943 bis 1973 zum Finanzamt Dinkelsbühl, seit 1973 zum Finanzamt Ansbach. In der Gerichtsbarkeit blieb das Landgericht Feuchtwangen zuständig (1879 in Amtsgericht Feuchtwangen umbenannt), seit 1973 ist es das Amtsgericht Ansbach. Die Gemeinde hatte 1964 eine Gebietsfläche von 7,289 km². Im Zuge der Gebietsreform in Bayern wurde diese am 1. Januar 1972 nach Schnelldorf eingemeindet.

### Baudenkmäler
- Schloßgasse 7: St. Wolfgang: kleine verputzte Saalkirche mit Polygonalschluss, 1499, Dachreiter um 1600; mit Ausstattung[15]

ehemalige Baudenkmäler
- Stelzenbach 1. ehemaliges Wohnstallhaus, eingeschossiges verputztes Fachwerkhaus mit Satteldach und breitem Querhaus, 1855, wesentlich verändert 1955
- Stelzenbach 6. Wohnhaus mit Fachwerkobergeschoss, 1868

### Bodendenkmäler
In der Gemarkung Haundorf gibt es zwei Bodendenkmäler.

### Einwohnerentwicklung
Gemeinde Haundorf
| Jahr      | 1818   | 1840   | 1852   | 1855   | 1861   | 1867   | 1871   | 1875   | 1880   | 1885   | 1890   | 1895   | 1900   | 1905   | 1910   | 1919   | 1925   | 1933   | 1939   | 1946   | 1950   | 1952   | 1961   | 1970   |
| Einwohner | 254    | 291    | 356    | 347    | 345    | 344    | 356    | 353    | 372    | 365    | 360    | 337    | 335    | 336    | 335    | 340    | 341    | 337    | 315    | 468    | 442    | 410    | 328    | 317    |
| Häuser    | 62     | 67     |        |        |        |        | 73     |        |        | 75     | 75     |        | 76     |        |        |        | 74     |        |        |        | 72     |        | 72     |        |
| Quelle    | [ 10 ] | [ 17 ] | [ 18 ] | [ 18 ] | [ 19 ] | [ 20 ] | [ 21 ] | [ 22 ] | [ 23 ] | [ 24 ] | [ 25 ] | [ 18 ] | [ 26 ] | [ 18 ] | [ 27 ] | [ 18 ] | [ 28 ] | [ 18 ] | [ 18 ] | [ 18 ] | [ 29 ] | [ 18 ] | [ 12 ] | [ 30 ] |

Ort Haundorf
| Jahr      | 001818 | 001840 | 001861 | 001871 | 001885 | 001900 | 001925 | 001950 | 001961 | 001970 | 001987 |
| Einwohner | 142    | 179    | 211    | 234    | 233    | *229   | *214   | *316   | *232   | 214    | 191    |
| Häuser    | 39     | 45     |        |        | 52     | *53    | *53    | *52    | *53    |        | 57     |
| Quelle    | [ 10 ] | [ 17 ] | [ 19 ] | [ 21 ] | [ 24 ] | [ 26 ] | [ 28 ] | [ 29 ] | [ 12 ] | [ 30 ] | [ 1 ]  |

## Religion
Der Ort ist seit der Reformation evangelisch-lutherisch geprägt und bis heute nach St. Sebastian und St. Veit (Unterampfrach) gepfarrt. Die Einwohner römisch-katholischer Konfession sind nach St. Ulrich und Afra (Feuchtwangen) gepfarrt.